# Juan Antonio Ocampo
Juan Antonio Ocampo (* 11. Juni 1989 in Tepic, Nayarit) ist ein ehemaliger mexikanischer Fußballspieler, der aus der Nachwuchsabteilung des  Club Deportivo Guadalajara hervorging. 

## Karriere
Ocampo gab sein Debüt in der mexikanischen Primera División am 14. März 2008 bei einem Auswärtsspiel seiner Mannschaft beim CD Veracruz im Estadio Luis de la Fuente, das der Gast aus Guadalajara mit 2:1 für sich entschied. 
In der Regel trat Ocampo Silva im Bereich der Innenverteidigung als Libero auf, konnte aufgrund seiner Qualitäten aber ebenfalls als Außenverteidiger eingesetzt werden. Er verfügte über eine gute Ballbehandlung, physische Stärke und taktische Disziplin. 